# Martin Schiele
Pour les articles homonymes, voir Schiele.
Martin Schiele est un homme politique allemand, né le 17 janvier 1870 à Lüderitz (province de Saxe) et mort le 16 février 1939 à Zislow (Allemagne).
Membre du Parti conservateur allemand (le DKP), du Parti national du peuple allemand (le DNVP) puis du Parti chrétien-national des paysans et des fermiers (le CNBL), il est ministre de l'Intérieur en 1925 et ministre de l'Alimentation et de l'Agriculture de 1927 à 1928 puis de 1930 à 1932.

## Liens externes

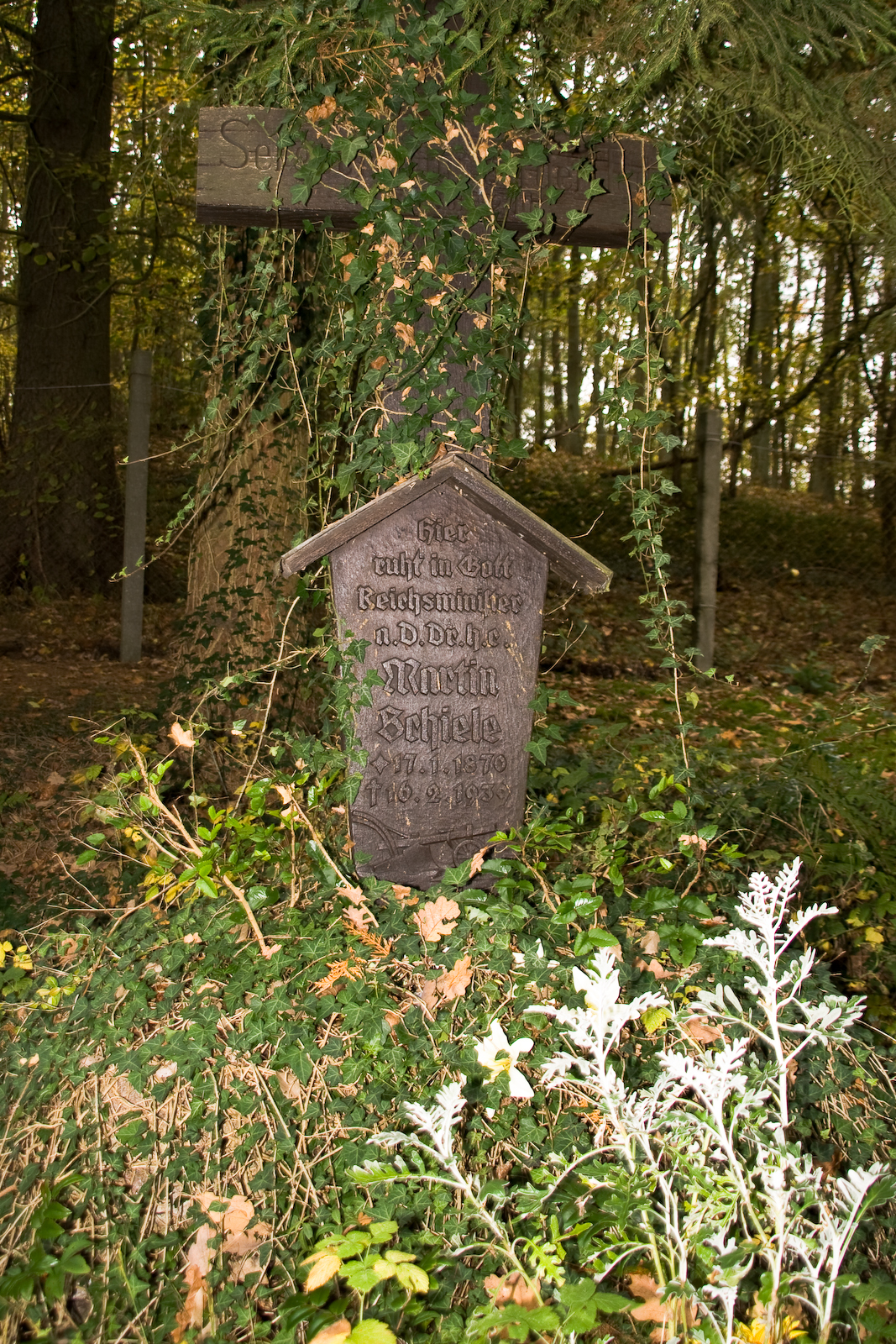
Tombe de Martin Schiele à Zislow.